# 바그다드 부네자
바그다드 부네자(아랍어: بغداد بونجاح, 프랑스어: Baghdad Bounedjah, 1991년 11월 24일 ~ )는 알제리의 축구 선수로 포지션은 스트라이커이며 현재 카타르 스타스 리그의 알사드 SC에 소속되어 있다.

## 선수 경력

### 클럽

#### 알제리 리그
2009년 알제리 레지오날 II의 RCG 오란에 전격 입단하여 2011년까지 46경기에서 69골의 골폭풍을 몰아쳤고 2011년 2부 리그팀인 USM 엘 하라치로 이적하여 2013년까지 48경기에서 16골을 기록하면서 엘 하라치의 1부 리그 승격 및 2012-13 1부 리그 준우승에 기여했다. 

#### 튀니지 리그
2012-13 시즌 종료 후 튀니지 1부 리그 명문팀인 에투알 스포르티브 뒤 사엘로 전격 이적을 알렸으며 2015년까지 49경기에서 26골을 몰아치면서 팀의 튀니지컵 2회 연속 우승(2014년, 2015년), 2015년 CAF 컨페더레이션컵 우승, 2015년 CAF 올해의 팀 선정에 크게 일조했고 또한 2013-14 시즌 리그 득점왕, 2015년 CAF 컨페더레이션컵 득점왕을 휩쓸었다. 

#### 카타르 스타스 리그
이후 2015년 카타르 스타스 리그 소속팀이자 리그 최다 우승에 빛나는 알사드 SC로 이적하여 현재까지 75경기 93골을 기록하면서 팀의 2018-19 시즌 우승, 카타르컵 2회 우승, 2017 카타르 에미르컵 우승, 카타르 슈퍼컵 2회 우승, 카타르 스타스 리그 올해의 팀 2회 수상, 2018년 AFC 챔피언스리그 4강에 일조했으며 2018-19 카타르 스타스 리그 득점왕, 2018년 AFC 챔피언스리그 득점왕, 2019년 FIFA 클럽 월드컵 공동 득점왕 타이틀을 거머쥐는 기염을 토하면서 알사드 SC의 핵심 선수로 입지를 굳혔다.

### 국가대표팀

#### 알제리 U-23
2011년부터 2016년까지 알제리 U-23 대표팀에서 활동하며 11경기 7골을 터뜨리면서 2011년 UNAF U-23 축구 대회 준우승에 기여했고 2011년 아프리카 U-23 네이션스컵에 출전하여 세네갈과의 A조 조별리그 2차전에서 선제골이자 결승골을 터뜨리며 1-0 승리를 만들었다. 

#### 알제리 축구 국가대표팀
2011년 10월 바히드 할릴호지치 감독이 이끄는 알제리 대표팀에 깜짝 승선하여 중앙아프리카 공화국과의 2012년 아프리카 네이션스컵 예선 D조 최종전에서 A대표팀 데뷔전을 치렀으며 2017년 1월 7일에 열린 모리타니와의 경기에서 국가대표팀 데뷔골을 성공시켰다.
2019년 아프리카 네이션스컵 본선에 차출된 바그다드 부네자는 케냐와의 C조 조별리그 1차전 경기에서 대회 첫 득점을 기록했고 세네갈과의 대회 결승전에서도 전반 2분 선제골이자 결승골을 터뜨려 팀의 통산 2번째 우승을 이끌었다.